# Ropka
Ropka est un quartier de Tartu en  Estonie. 

## Démographie
Au 31 décembre 2013, Ropka compte 5 120 habitants. 
Sa superficie est de 1,44 km2. 

## Galerie

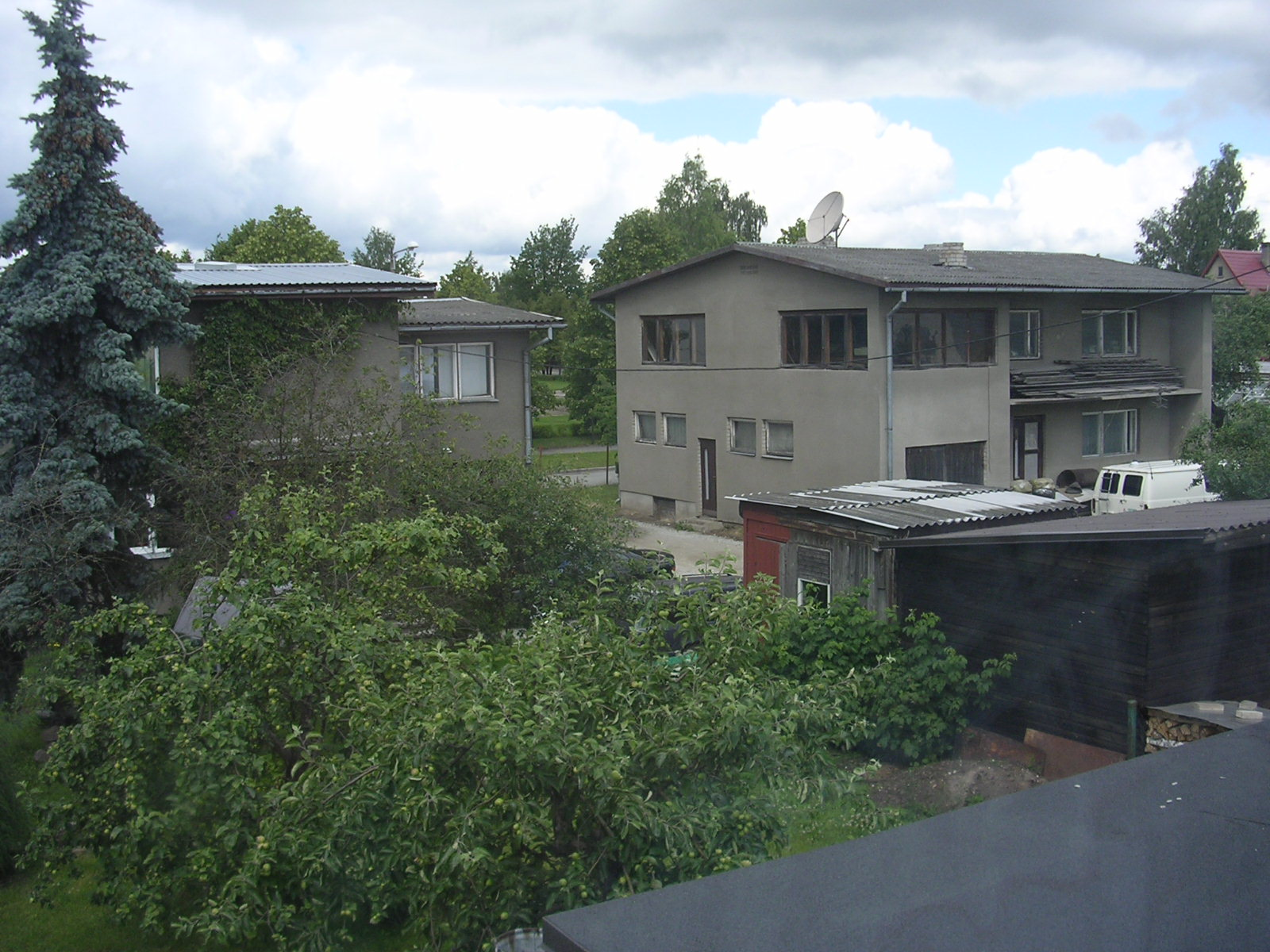
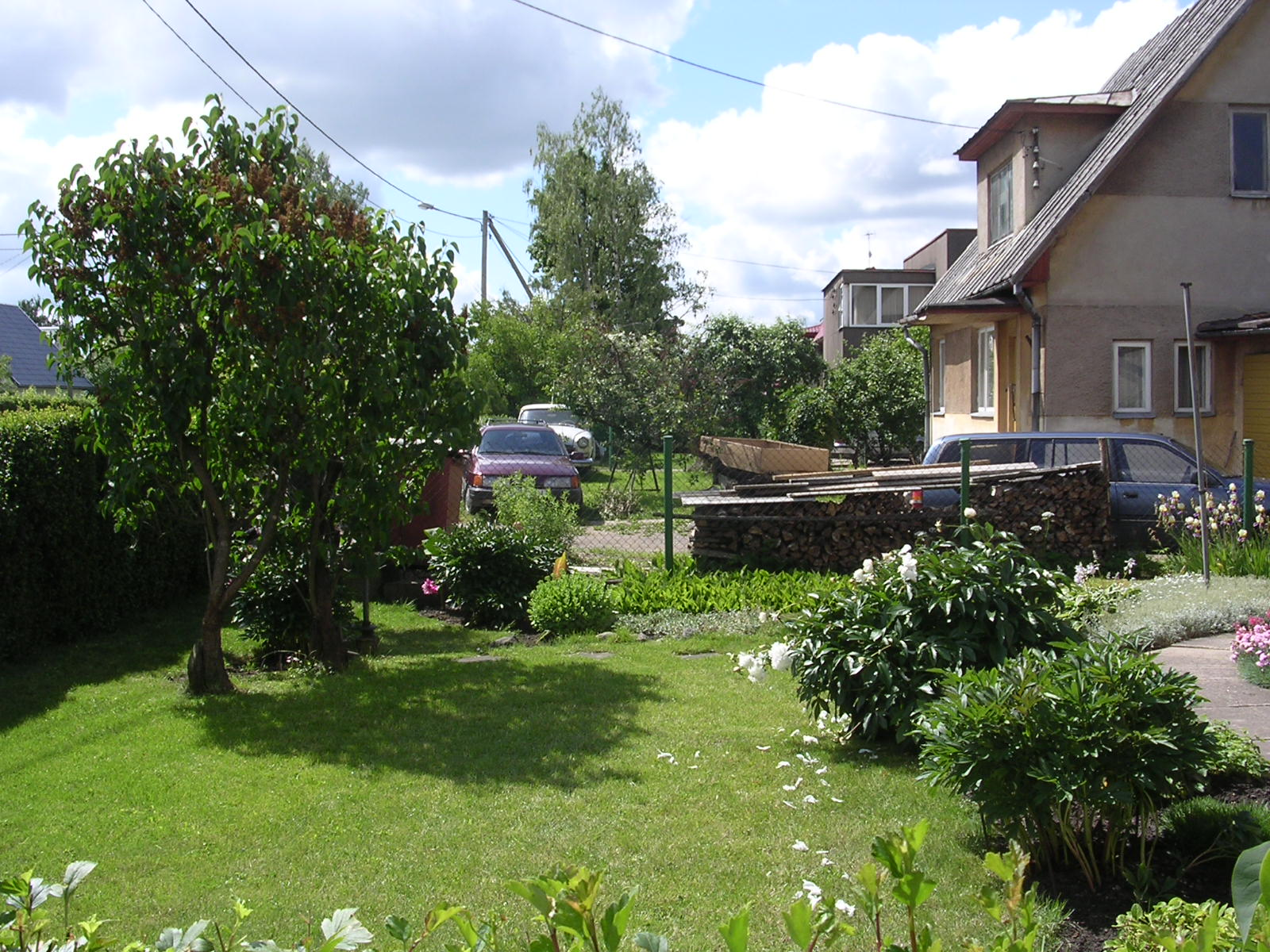